# Calcutta (Ohio)
Calcutta es un lugar designado por el censo ubicado en el condado de Columbiana en el estado estadounidense de Ohio. En el Censo de 2010 tenía una población de 3742 habitantes y una densidad poblacional de 121,64 personas por km².

## Geografía
Calcutta se encuentra ubicado en las coordenadas 40°41′22″N 80°32′57″O / 40.68944, -80.54917. Según la Oficina del Censo de los Estados Unidos, Calcutta tiene una superficie total de 30.76 km², de la cual 30.73 km² corresponden a tierra firme y (0.11%) 0.03 km² es agua.

## Demografía
Según el censo de 2010, había 3742 personas residiendo en Calcutta. La densidad de población era de 121,64 hab./km². De los 3742 habitantes, Calcutta estaba compuesto por el 97.27% blancos, el 0.4% eran afroamericanos, el 0.16% eran amerindios, el 0.77% eran asiáticos, el 0.19% eran isleños del Pacífico, el 0.11% eran de otras razas y el 1.1% pertenecían a dos o más razas. Del total de la población el 0.75% eran hispanos o latinos de cualquier raza.